# 缩头术

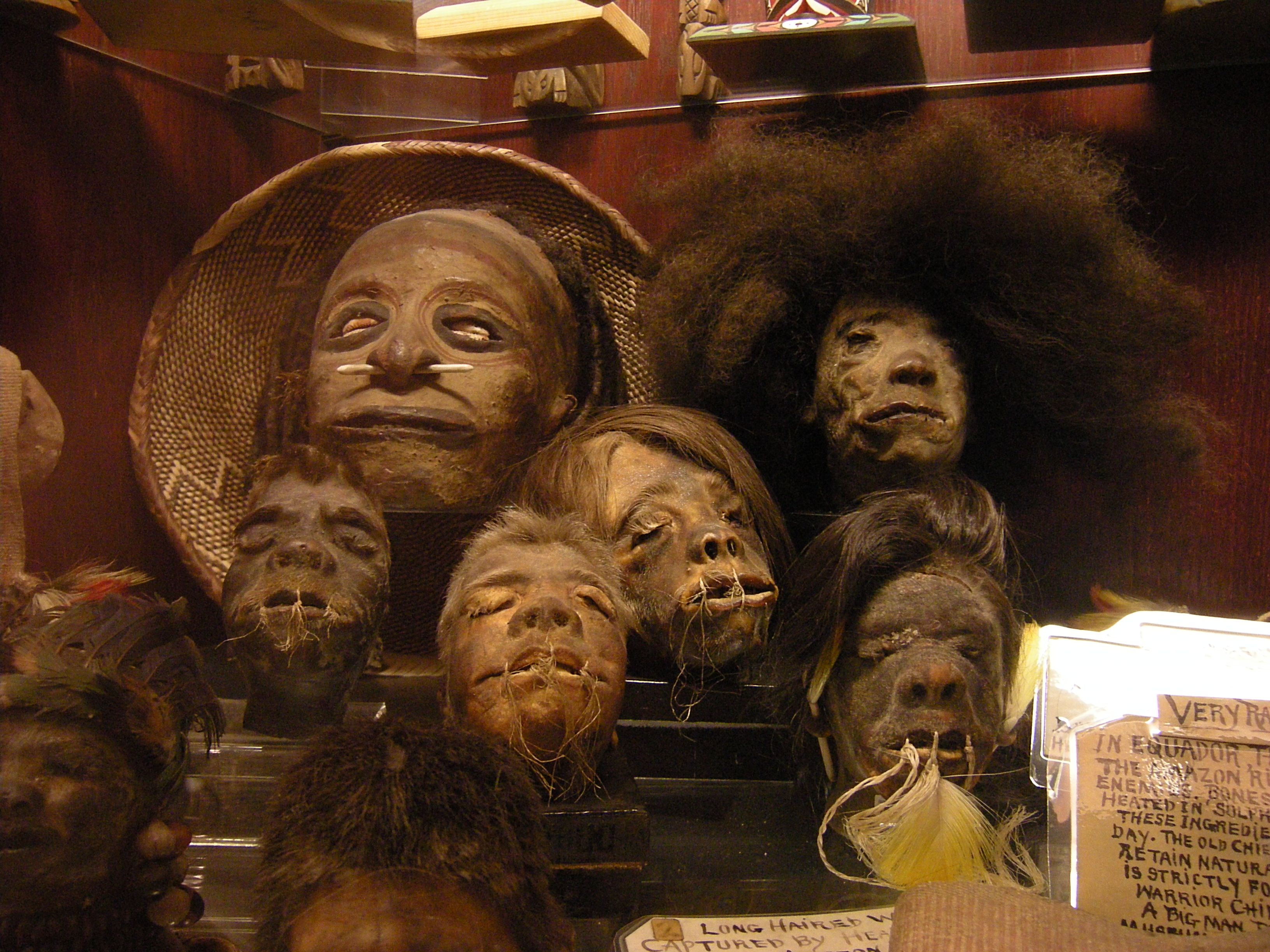
古董店的仿製品

乾製首級（舒阿爾語：Tsantsa或Tzantza，英語：Shrunken head），亦稱縮頭術，是南美洲亞馬遜盆地地區原住民的一種風俗，他們將在決鬥或戰爭中砍下來的人頭當作戰利品進行一系列的特殊處理來保存。有時候也作為祭祀用品在祭祀中使用，或作為商品賣給別人。
居住在厄瓜多爾和祕魯境內的希瓦羅原住民，包括舒阿爾族、阿秋爾族、阿洼混族和關必沙族，都曾有過這種傳統習俗。另外，太平洋美拉尼西亞地區的一些原住民也有相似的習俗。後來，隨著歐洲人殖民者的到來，一些歐洲人也學習乾製首級的技術，販賣以求得利潤。
第二次世界大戰結束以後，盟軍在布痕瓦爾德集中營裡發現了兩個被乾製過的首級，人們普遍認為是使用集中營囚犯的首級製作的。其中一個首級，在紐倫堡審判中，被當作納粹德國的罪行證據進行指控。

## 製作方法
在製作乾製首級時要保持首級處於乾燥狀態。先將顱骨從首級中取出；其製作方法是，在首級背面的頸部處用刀割開一個切口，將首級的整個表皮連同肉一起從顱骨上剝離。然後將紅色的種子放在頭皮套的眼睛位置，並將眼瞼用針縫上。首級的嘴唇部位則使用三枚棕櫚針釘起來。
隨後設法除去首級的所有脂肪成分，並將一個木制的球放入首級之中以維持其形狀。將處理後的首級放入煮沸的藥水中。這種藥水由許多草藥混合煮沸而成，其中包括了單寧酸的成分。
用藥水將首級浸泡之後，使用熱的石頭和沙子將首級烘乾，以使首級保持其原形。隨後，在首級的表皮擦上木炭灰，再將裝飾性的珠子加到首級上去。
在原住民的傳說中，認為在首級上擦上木炭灰能防止死者的靈魂（muisak）從首級中逃出來報仇。
在舒阿爾族和阿秋爾族的傳統習俗中，每當乾製首級製作完成，都要舉行一系列的節日和祭祀以示慶祝。

## 目的
在南美洲和大洋洲的原住民中，乾製首級本身出自宗教目的。當地原住民相信，將死者的首級進行乾製，能夠迫使死者的靈魂成為自己的奴隸；同時，也能防止死者靈魂的復仇。
舒阿爾族相信以下三種根本的靈魂。
- Wakani——人間固有的靈魂，死後存在於蒸汽中。
- Arutam——意思是「幻影」或「力量」，為戰鬥保護的靈魂。能夠防止人在暴力衝突中喪生。
- Muisak——復仇靈魂。能夠將殺死自己的人殺掉復仇。

為了防止復仇靈魂顯靈，原住民決定將敵人的首級進行乾製。乾製首級的過程同時也是對敵人靈魂的警告。

## 交易
19世紀50年代，尋找金礦的歐洲人進入亞馬遜盆地。當他們發現乾製首級時，決定以此為貿易物件。為了獲得歐洲人的槍支彈藥，希瓦羅原住民決定用乾製的首級換取歐洲人的槍炮。在1930年代，乾制首級在南美洲可以自由貿易，一個乾製的首級約值25美元左右。一些好事者從醫院的太平間裡偷取死者的頭顱，製成乾製首級。在太平洋戰爭中，有美軍將陣亡的日軍士兵首級進行乾製後販賣，曾引起美國民間的強烈不滿。 
隨後，祕魯和厄瓜多爾政府立法禁止了乾製首級的製作。1940年，美國立法規定，從國外進口乾製首級屬非法活動。其他許多國家也先後頒佈了相關法令。
舒阿爾族以製造乾製首級而聞名於世，並被世人稱作「獵頭族」。今天舒阿爾族出售給遊客的紀念品中就包括乾製首級的仿製品。而在一些邊遠地區的舒阿爾部落中，獵首並製作乾製首級的現象仍未絕跡。2009年，日本外務省的「海外安全網站」曾報導過在厄瓜多爾莫羅納-聖地亞哥省和帕斯塔薩省發現數具無頭的屍體，很有可能是被舒阿爾族殺死後製成乾製首級，警告日本國民前往上述地區時注意自己的安全。

## 腳註
1. ↑  Steven Rubenstein (2006) Circulation, Accumulation, and the Power of Shuar Shrunken Heads. Cultural Anthropology vol 22 issue 3 pp. 357-399
2. ↑  Photograph from Buchenwald, displaying the heads 的存檔，存档日期2010-11-29.
3. ↑  Lawrence Douglas, “The Shrunken Head of Buchenwald: Icons of Atrocity at Nuremberg,” Visual Culture and the Holocaust, (New Brunswick, New Jersey: Rutgers University Press, 2001) p. 275.
4. ↑  Duncan 2001.
5. ↑  Paul Fussell, Wartime: Understanding and Behavior in the Second World War, New York: Oxford University Press, 1990, p. 117.
6. ↑  Simon Harrison, "Skull Trophies of the Pacific War: Transgressive Objects of remembrance./Les Trophees De la Guerre Du Pacifique Des Cranes Comme Souvenirs Transgressifs", Journal of the Royal Anthropological Institute, 2006, 12 (4): 817
7. ↑  .   [2010-08-23]. （原始内容存档于2016-03-04）.

## 外部連結
- （英文）獵首：舒阿爾族的歷史 （页面存档备份，存于）
- （英文）探索頻道 （页面存档备份，存于）中的縮頭術 （页面存档备份，存于）
- （英文）概況
- （日語）乾製首級的方法 （页面存档备份，存于）